# جيف غايلورد
جيف غايلورد (بالإنجليزية: Jeff Gaylord) هو مصارع محترف أمريكي، ولد في 15 أكتوبر 1958 في كولومبوس في الولايات المتحدة.

## روابط خارجية
- جيف غايلورد على موقع CageMatch worker (الإنجليزية)
- جيف غايلورد على موقع قاعدة بيانات المصارعة على الإنترنت (الإنجليزية)